# Neuville-sur-Touques
Neuville-sur-Touques är en kommun i departementet Orne i regionen Normandie i nordvästra Frankrike. Kommunen ligger i kantonen Gacé som tillhör arrondissementet Argentan. År 2022 hade Neuville-sur-Touques 237 invånare.

## Befolkningsutveckling
Antalet invånare i kommunen Neuville-sur-Touques
| Referens: INSEE |